# Ko Un

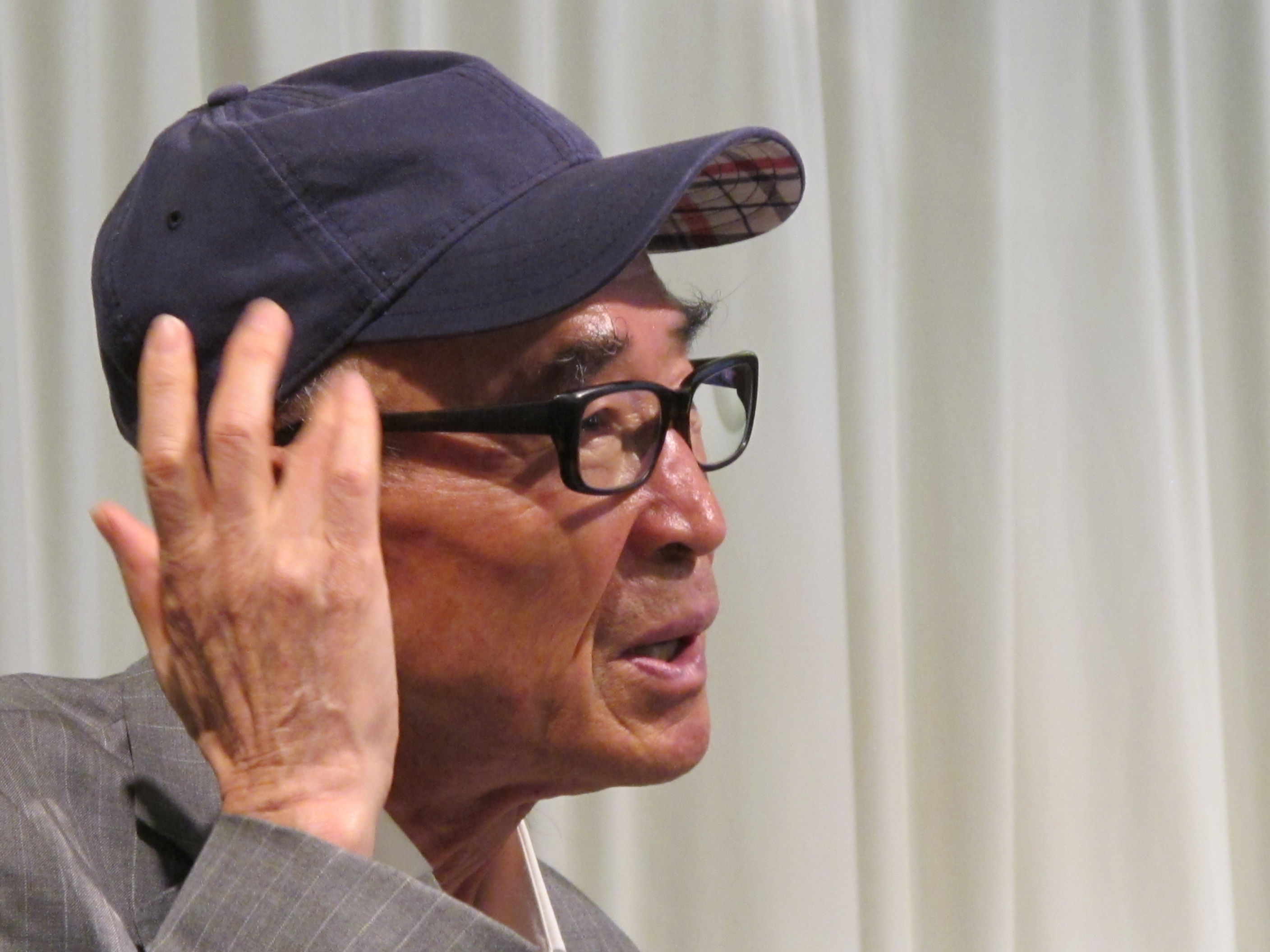
Ko Un bei einer Lesung auf dem Poesiefestival in Berlin 2014

Ko Un (geb. Ko Eun-tae, buddhistischer Name Ilcho, * 1. August 1933 in Kunsan, Provinz Nord-Chŏlla, Südkorea) ist einer der wichtigsten und produktivsten koreanischen Dichter und Schriftsteller der Gegenwart. Er ist außerdem Professor an der Dankook University.

## Leben
Ab 1952 lebte er zehn Jahre als buddhistischer Mönch und hatte in den 1980er Jahren wegen seines politischen Engagements in seiner Heimat unter staatlichen Repressionen zu leiden. Im Laufe seines Lebens veröffentlichte er mehr als 130 Bücher: Gedichtbände, Romane, Essays, Kritiken und Übersetzungen.
Als Ko Un geboren wurde, war sein Land von Japan besetzt und er erhielt eine vom japanischen Schulsystem geprägte Bildung. Er war ein begabter Schüler und wurde früh von chinesischer Poesie und Arbeiten wichtiger Dichter wie Han Ha-un beeinflusst, der in Korea als „Leprapoet“ bekannt ist. Mit 17 unterrichtete Ko an einer Mittelschule in seinem Heimatdorf Koreanisch und Kunst, als 1950 der Koreakrieg ausbrach. Traumatische Erlebnisse während der Einnahme seines Dorfes durch nordkoreanische und chinesische Soldaten und nach dem Zwangsdienst in der nordkoreanischen Volksarmee führten zum psychischen Zusammenbruch und Suizidversuch; 1952 floh Ko in ein abgelegenes buddhistisches Bergkloster, wo er Ruhe und Genesung fand.
Ko erlernte die Zen-Meditation und reiste zusammen mit seinem Lehrer Hyobong als Bettelmönch durch ganz Korea. Er stieg in der Klosterhierarchie auf und wurde Klostervorsteher und Mitglied im Zentralkomitee der Nationalen Vereinigung der buddhistischen Mönche; zusammen mit einem weiteren Mönch gründete Ko 1957 die Buddhistische Zeitung, in der einige seiner Gedichte und Essays erschienen. Ein Jahr darauf, 1958, erschien auf Empfehlung des bekannten Dichters Cho Chi-hun sein Gedicht Tuberkulose in der Zeitschrift Moderne Poesie – der Beginn seiner dichterischen Karriere, die 1960 durch einen ersten eigenen Lyrikband fortgesetzt wurde.
1960 gab es erneut einen Wandel im Leben Kos und seines Landes: Studentenproteste gegen vermutete Wahlmanipulationen des Präsidenten Rhee Syng-man endeten in blutigen Unruhen und dem Exil des Präsidenten. Ko Uns Gedichte fanden immer mehr Anhänger, einige avancierten zu Widerstandhymnen. 1962 entschied sich Ko, sein Mönchsleben aufzugeben, ein öffentliches Austrittsmanifest erschien in der Tageszeitung Hankook Ilbo. Als Gründe werden sowohl seine Enttäuschung über klösterliche Strukturen als auch der Wunsch, sich ganz dem Dichterleben und der „Welt draußen“ zu widmen, genannt.
Ko zog auf die Insel Jeju, gründete eine gemeinnützige Schule für sozial benachteiligte Kinder und veröffentlichte 1966 einen zweiten Gedichtband. Noch vor seiner Rückkehr nach Seoul 1967 begann eine Phase voller Selbstzweifel und Alkoholsucht; nach Kos eigenen Angaben wurde sie durch die Lektüre von Michail Scholochows Roman Der stille Don ausgelöst, der damals gerade in japanischer Sprache erschienen war. In Seoul schrieb er zwar zahlreiche Gedichte, verfiel jedoch zusehends; seine Krise kulminierte 1970 in einem weiteren Suizidversuch und einem dreißigstündigen Koma.
Ein Ausweg aus dem Tief kam 1973, als Ko eine führende Rolle in der koreanischen Demokratiebewegung übernahm. Unter Präsident Park Chung-hee hatte das Land erneut unter Diktatur und Menschenrechtsverletzungen zu leiden. Als erster Generalsekretär der 1974 gegründeten Schriftstellervereinigung und Schlüsselfigur der Menschenrechtsbewegung geriet Ko in den Fokus des Geheimdienstes KCIA, wurde verfolgt, mehrfach inhaftiert und gefoltert. Sein dichterisches Werk aus dieser Zeit ist überaus umfangreich.
Nach dem tödlichen Mordanschlag auf Park Chung-hee im Oktober 1979 wählte man Ko zum Vorsitzenden einer nationalen Vereinigung für Einheit. Während einer Folterung wurde ihm das Trommelfell zerstört. Im Mai 1980 wurde der Dichter wegen Hochverrats angeklagt, vor ein Kriegsgericht gestellt und zu lebenslanger Haft verurteilt. Aufgrund einer Generalamnestie konnte er 1982 aus dem Gefängnis entlassen werden, man stellte ihn jedoch stattdessen unter Hausarrest. 1983 heiratete er im Alter von beinahe 50 Jahren die Englischlehrerin Lee Sang-wha; 1985 wurde ihre Tochter Cha-ryong geboren.
Die achtziger Jahre waren für den Dichter trotz aller Repressionen voller Schaffenskraft. Seine Gefängniszeit inspirierte ihn zu dem epischen Zyklus Maninbo (Zehntausend Leben). Vor allem aber nach seinem Rückzug ins Familienleben seit 1984 veröffentlichte er zahlreiche Gedichte, Romane, Übersetzungen, Essays und Kritiken, von denen viele in die wichtigsten asiatischen und europäischen Sprachen übersetzt wurden. 1989 wurde Ko erneut verhaftet. Mit Beginn der neunziger Jahre wurde Ko Vorsitzender der nationalen Künstlervereinigung und des Schriftstellerverbands. Seit 1994 unterrichtete er Aufbaustudiengänge an der Kyonggi-Universität in Seoul.
Im Jahr 1997 reiste Ko nach Tibet und verbrachte 40 Tage in der Bergwelt des Himalaya. Eine staatlich genehmigte Reise nach Nordkorea 1998 sowie ein einjähriger USA-Aufenthalt an der Harvard University schlossen sich 1998 an. Als Kim Dae-jung im Jahr 2000 im Rahmen der sogenannten Sonnenscheinpolitik als erster südkoreanischer Präsident zu Friedensgesprächen nach Nordkorea reiste, begleitete ihn Ko Un.
Auch im neuen Jahrtausend veröffentlichte Ko mehrere Gedichtbände. 2002, 2004, 2007 und 2010 wurde er als Anwärter für den Literaturnobelpreis gehandelt. In einem Gespräch mit der Korea Times spricht Ko über mögliche Gründe seiner Nichtberücksichtigung. Es könne, so mutmaßt er, eine Rolle gespielt haben, dass eine Übertragung seiner Texte ins Englische aufgrund der kulturellen Unterschiede nicht ohne Kompromisse möglich sei.
Ko Un lebt seit 1982 im südkoreanischen Ansŏng.

## Werke
- „Choguk-ŭi pyŏl“ (Die Sterne über dem Land der Väter), 1984

### Übersetzungen

#### Deutsch
- Die Stimme lebt in jedem Schweigen, Falter, Wien 1989, ISBN 978-3-85439-065-7.
- Die Sterne über dem Land der Väter, Suhrkamp, 1996 & 2005, ISBN 3-518-40785-6, ISBN 3-518-22395-X.
- Zen-Gedichte in Akzente H. 4, August 1999, ISBN 3-446-23219-2, S. 357–384.
- Ein Tag voller Wind. Gedichte. Pendragon, 2002, ISBN 3-929096-98-6.
- Zen-Gedichte, was’n das?, Angkor, Frankfurt am Main 2005/2010, ISBN 978-3-936018-37-0, ISBN 978-3-936018-98-1.
- Beim Erwachen aus dem Schlaf, Wallstein Verlag, Göttingen 2007, ISBN 978-3-8353-0144-3.
- Blüten des Augenblicks, Suhrkamp, Berlin 2011, ISBN 978-3-518-24373-2.

#### Englisch
- Ten Thousand Lives, Green Integer, 2005, ISBN 978-1-933382-06-7.
- The Three Way Tavern: Selected Poems, University of California, 2006, ISBN 978-0-520-24613-3.
- Flowers of a Moment, BOA Editions Ltd., 2006, ISBN 978-1-929918-88-1.
- Abiding places: Korean South & North, Tupelo, 2006, ISBN 978-1-932195-40-8.
- Songs for Tomorrow: Poems 1960–2002, Green Integer, 2009, ISBN 978-1-933382-70-8.
- Maninbo. Peace and War, Bloodaxe Books, 2015, ISBN 978-1-78037-242-6.

## Auszeichnungen
- Koreanischer Literaturpreis (1974)
- Manhae Literaturpreis (1989)
- JoongAng Kulturpreis (1991)
- Taesan Literaturpreis (1994)
- Großer Preis von Manhae (1998)
- Buddhistischer Literaturpreis (1999)
- Tanjae-Preis (2004)
- Cikada Preis (2006)
- Griffin Poetry Prize (2008)